# Bignoux
Bignoux est une commune du centre-ouest de la France, située dans le département de la Vienne en région Nouvelle-Aquitaine.
Ses habitants sont appelés les Bignolais (Bignoulous en poitevin).

## Géographie
La commune de Bignoux comprend les hameaux de Château-Fromage, Champot, la Petite Foye, la Grande Foye.
La Petite Foye, la Grande Foye et Champot sont communément appelés : "La Foye / Champot".
La mairie et l'église Saint-Hilaire se situent côte à côte au centre du village.

### Localisation
Situé en moyenne à 119 mètres d'altitude, la commune de Bignoux se trouve à l'orée de la forêt de Moulière.
Les distances entre Bignoux et les villes du département :
- 10 km du centre de Poitiers ;
- 20 km du centre de Châtellerault ;
- 15 km de Chauvigny ;
- 7 km de Saint-Julien-l'Ars.

La commune est proche du parc naturel régional Loire-Anjou-Touraine.

### Communes limitrophes
|          | Montamisé        | Liniers |
| Poitiers | Bignoux          | Lavoux  |
|          | Sèvres-Anxaumont |         |

### Géologie et relief
La région de Bignoux présente un paysage de plaines vallonnées plus ou moins boisées. Le terroir se compose : de terres de brandes pour 98 % situées sur les plateaux du Seuil du Poitou et de groies moyennement profondes pour le restant soit 2 % sur les plaines (Les groies sont des terres du sud-ouest de la France, argilo-calcaires, peu profondes - en général de moins de 50 cm d’épaisseur – et plus ou moins riches en cailloux.

### Climat
Pour des articles plus généraux, voir Climat de la Nouvelle-Aquitaine et Climat de la Vienne.
Historiquement, la commune est exposée à un climat océanique du nord-ouest.  
En 2020, Météo-France publie une typologie des climats de la France métropolitaine dans laquelle la commune est exposée à un climat océanique altéré et est dans la région climatique  Poitou-Charentes, caractérisée par un bon ensoleillement, particulièrement en été et des vents modérés.
Pour la période 1971-2000, la température annuelle moyenne est de 11,7 °C, avec une amplitude thermique annuelle de 14,7 °C. Le cumul annuel moyen de précipitations est de 731 mm, avec 10,8 jours de précipitations en janvier et 6,6 jours en juillet. Pour la période 1991-2020, la température moyenne annuelle observée sur la station météorologique la plus proche, située sur la commune de Biard à 12,75 km à vol d'oiseau, est de 0,0 °C et le cumul annuel moyen de précipitations est de 0,0 mm,. Pour l'avenir, les paramètres climatiques de la commune estimés pour 2050 selon différents scénarios d'émission de gaz à effet de serre sont consultables sur un site dédié publié par Météo-France en novembre 2022.

### Voies de communication et transports
Les gares et les haltes ferroviaires proches de Bignoux sont les suivantes :
- la gare de Mignaloux-Nouaillé à 9,2 km,
- la halte de Chasseneuil à 9,3 km,
- la gare du Futuroscope à 10,4 km,
- la gare de Poitiers à 10,4 km,
- la halte de Jaunay-Clan à 11,3 km.

Les aéroports et aérodromes proches de Bignoux sont :
- l'aéroport de Poitiers-Biard à 12,3 km,
- l'aérodrome de Niort - Souché à 74 km.

## Urbanisme

### Typologie
Au 1er janvier 2024, Bignoux est catégorisée bourg rural, selon la nouvelle grille communale de densité à sept niveaux définie par l'Insee en 2022.
Elle est située hors unité urbaine. Par ailleurs la commune fait partie de l'aire d'attraction de Poitiers, dont elle est une commune de la couronne,. Cette aire, qui regroupe 97 communes, est catégorisée dans les aires de 200 000 à moins de 700 000 habitants,.

### Occupation des sols
L'occupation des sols de la commune, telle qu'elle ressort de la base de données européenne d’occupation biophysique des sols Corine Land Cover (CLC), est marquée par l'importance des forêts et milieux semi-naturels (53,1 % en 2018), une proportion sensiblement équivalente à celle de 1990 (52,4 %). La répartition détaillée en 2018 est la suivante : 
forêts (53,1 %), terres arables (26 %), zones agricoles hétérogènes (16,2 %), zones urbanisées (4,7 %). L'évolution de l’occupation des sols de la commune et de ses infrastructures peut être observée sur les différentes représentations cartographiques du territoire : la carte de Cassini (XVIIIe siècle), la carte d'état-major (1820-1866) et les cartes ou photos aériennes de l'IGN pour la période actuelle (1950 à aujourd'hui).

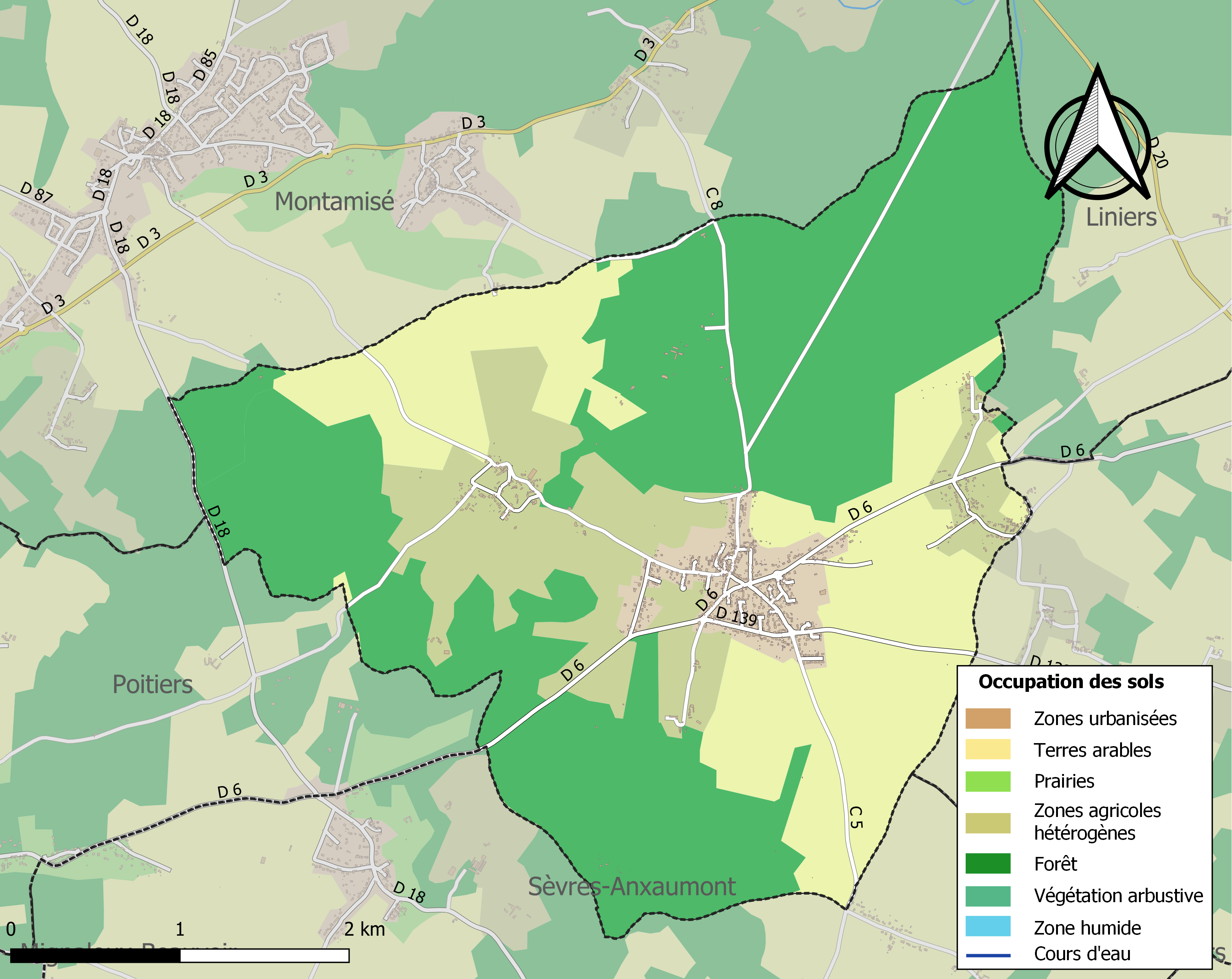
Carte des infrastructures et de l'occupation des sols de la commune en 2018 (CLC).

### Risques majeurs
Le territoire de la commune de Bignoux est vulnérable à différents aléas naturels : météorologiques (tempête, orage, neige, grand froid, canicule ou sécheresse), feux de forêts, mouvements de terrains et séisme (sismicité modérée). Il est également exposé à un risque technologique,  le transport de matières dangereuses. Un site publié par le BRGM permet d'évaluer simplement et rapidement les risques d'un bien localisé soit par son adresse soit par le numéro de sa parcelle.

#### Risques naturels
Bignoux est exposée au risque de feu de forêt. En 2014, le deuxième plan départemental de protection des forêts contre les incendies (PDPFCI) a été adopté pour la période 2015-2024. Les obligations légales de débroussaillement dans le département sont définies dans un arrêté préfectoral du 29 mai 2015,, celles relatives à l'emploi du feu et au brûlage des déchets verts le sont dans un arrêté permanent du 24 mai 2015,.

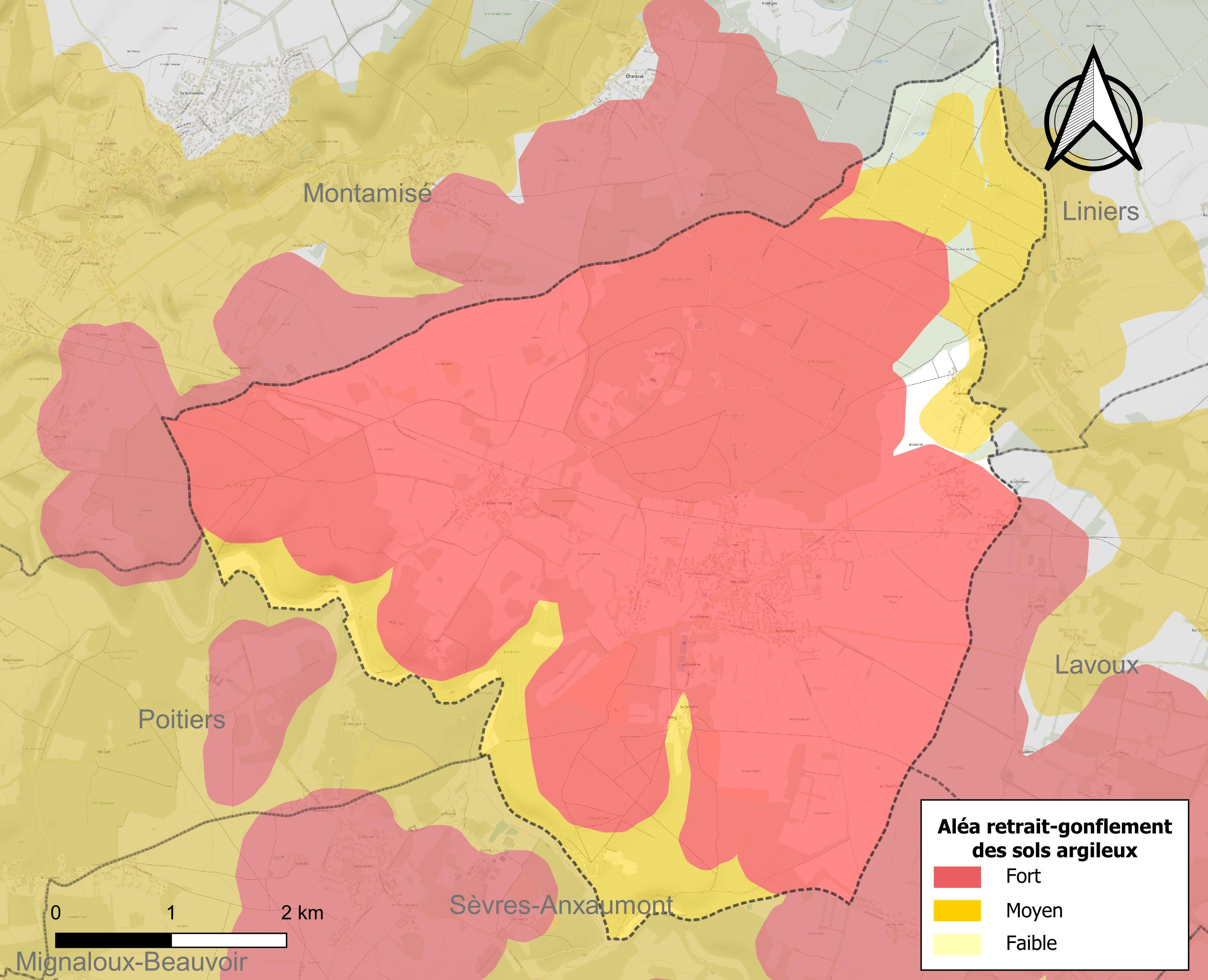
Carte des zones d'aléa retrait-gonflement des sols argileux de Bignoux.

Les mouvements de terrains susceptibles de se produire sur la commune sont des affaissements et effondrements liés aux cavités souterraines (hors mines) et des tassements différentiels. Afin de mieux appréhender le risque d’affaissement de terrain, un inventaire national permet de localiser les éventuelles cavités souterraines sur la commune. Le retrait-gonflement des sols argileux est susceptible d'engendrer des dommages importants aux bâtiments en cas d’alternance de périodes de sécheresse et de pluie. 96,9 % de la superficie communale est en aléa moyen ou fort (79,5 % au niveau départemental et 48,5 % au niveau national). Depuis le 1er octobre 2020, en application de la loi ÉLAN, différentes contraintes s'imposent aux vendeurs, maîtres d'ouvrages ou constructeurs de biens situés dans une zone classée en aléa moyen ou fort,.
La commune a été reconnue en état de catastrophe naturelle au titre des dommages causés par les inondations et coulées de boue survenues en 1982, 1983, 1999, 2001 et 2010, par la sécheresse en 1989, 1991, 2003, 2005 et 2017 et par des mouvements de terrain en 1999 et 2010.

## Toponymie
L’origine du nom remonterait au diminutif latin balnoleum ‘’endroit où l’on se baigne’’, rappelant un lieu de bain. Il est dit que le bourg s’est construit près d'anciens bains romains.
Le nom a successivement été déformé de Banonio, Baygnos (1322), Beignoux (1383), Baigneoux (1413), Baignoux (1469), Begnoux (1503), Bagneux (1617), Bignoux depuis la Révolution française.

## Histoire
En 1944, pour fêter la Libération et le retour de la République, un arbre de la liberté est planté.

## Politique et administration

### Intercommunalité
La commune de Bignoux fait partie de la communauté de communes de Vienne et Moulière puis à partir du 1er janvier 2017 du Grand Poitiers.
Depuis 2015, Bignoux est dans le canton de Chasseneuil-du-Poitou (no 1) du département de la Vienne. Avant la réforme des départements, Bignoux était dans le canton no 24 de Saint-Julien-l'Ars dans la 1re circonscription.

### Liste des maires
| Période                                  | Période       | Identité        | Étiquette | Qualité |
| ---------------------------------------- | ------------- | --------------- | --------- | ------- |
| Les données manquantes sont à compléter. |               |                 |           |         |
| avant 1988                               | Martial COPIN |                 | DVG       |         |
| mars 2001                                | mars 2020     | Hervé GARCIA    | DVG       |         |
| mars 2020                                | En cours      | Emmanuel BAZILE | SE        |         |

### Instances judiciaires, administratives et sécurité
La commune relève du tribunal d'instance, du tribunal de grande instance, de la cour d'appel, du tribunal pour enfants, du conseil de prud'hommes, du tribunal de commerce, du tribunal administratif,  du tribunal des pensions de Poitiers, de la cour administrative d'appel de Bordeaux, du tribunal des affaires de la Sécurité sociale, et de la cour d’assises de la Vienne.
Centre de secours de Poitiers Saint-Eloi, gendarmerie de Saint-Julien-l'Ars.

### Jumelage
Bignoux est jumelée avec la ville espagnole de Ribamontán al Mar.

## Population et société

### Démographie
L'évolution du nombre d'habitants est connue à travers les recensements de la population effectués dans la commune depuis 1793. Pour les communes de moins de 10 000 habitants, une enquête de recensement portant sur toute la population est réalisée tous les cinq ans, les populations de référence des années intermédiaires étant quant à elles estimées par interpolation ou extrapolation. Pour la commune, le premier recensement exhaustif entrant dans le cadre du nouveau dispositif a été réalisé en 2006.

En 2022, la commune comptait 1 083 habitants, en évolution de +2,27 % par rapport à 2016 (Vienne : +0,6 %, France hors Mayotte : +2,11 %).
| 1793 | 1800 | 1806 | 1821 | 1831 | 1836 | 1841 | 1846 | 1851 |
| ---- | ---- | ---- | ---- | ---- | ---- | ---- | ---- | ---- |
| 210  | 249  | 222  | 272  | 248  | 257  | 234  | 234  | 267  |

| 1856 | 1861 | 1866 | 1872 | 1876 | 1881 | 1886 | 1891 | 1896 |
| ---- | ---- | ---- | ---- | ---- | ---- | ---- | ---- | ---- |
| 268  | 294  | 294  | 350  | 355  | 325  | 374  | 372  | 385  |

| 1901 | 1906 | 1911 | 1921 | 1926 | 1931 | 1936 | 1946 | 1954 |
| ---- | ---- | ---- | ---- | ---- | ---- | ---- | ---- | ---- |
| 345  | 389  | 354  | 309  | 303  | 269  | 279  | 316  | 298  |

| 1962 | 1968 | 1975 | 1982 | 1990 | 1999 | 2006 | 2011  | 2016  |
| ---- | ---- | ---- | ---- | ---- | ---- | ---- | ----- | ----- |
| 372  | 354  | 448  | 570  | 800  | 989  | 999  | 1 049 | 1 059 |

| 2021  | 2022  | - | - | - | - | - | - | - |
| ----- | ----- | - | - | - | - | - | - | - |
| 1 078 | 1 083 | - | - | - | - | - | - | - |

En 2008, la densité de population de la commune était de 72 hab./km2, 61 hab./km2 pour le département, 68 hab./km2 pour la région Poitou-Charentes et 115 hab./km2 pour la France.
La population de la commune de Bignoux a connu une nette croissance depuis les années 1980, en raison notamment de la proximité avec Poitiers. En 1999-2006, la population a cru de 10 personnes, soit 1 % de croissance en sept ans.
Les dernières statistiques démographiques pour la commune ont été fixées en 2009 et publiées en 2012. Il ressort que la mairie administre une population totale de 1 067 personnes. À cela, il faut soustraire les résidences secondaires (23 personnes) pour constater que la population permanente sur le territoire de la commune est de 1 044 habitants.
La répartition par sexe de la population est la suivante :
- en 1999 : 49,8 % d'hommes et 50,2 % de femmes ;
- en 2006 : 50,6 % d'hommes et 49,4 % de femmes à Bignoux[30] ;
- en 2010 : 47,4 % d'hommes pour 52,6 % de femmes.

En 2006, selon l'Insee :
- le nombre de célibataires était de : 34,7 % dans la population ;
- les couples mariés représentaient 54,7 % de la population ;
- les divorcés représentaient 6,3 % ;
- le nombre de veuves et veufs était de 4,3 %.

67 % de la population a moins de 45 ans.

### Enseignement
La commune dépend de l'académie de Poitiers (Rectorat de Poitiers) et son école primaire Jacques-Yves-Cousteau dépend de l'inspection académique de la Vienne.

## Économie

### Agriculture
Selon la direction régionale de l'Alimentation, de l'Agriculture et de la Forêt de Poitou-Charentes, il n'y a plus que trois exploitations agricoles en 2010 contre sept en 2000.
Les surfaces agricoles utilisées ont paradoxalement augmenté et sont passées de 289 hectares en 2000 à 301 hectares en 2010. Ces chiffres indiquent une concentration des terres sur un nombre plus faible d’exploitations. Cette tendance est conforme à l’évolution constatée sur tout le département de la Vienne puisque de 2000 à 2007, chaque exploitation a gagné en moyenne 20 hectares.
49 % des surfaces agricoles sont destinées à la culture des céréales (blé tendre, orge, colza, luzerne, SCOP... ).

### Commerces
Il y avait encore plusieurs commerces situés dans le bourg en 2012 :
- une boucherie ;
- un magasin de meubles ;
- une boulangerie ;
- un salon de coiffure ;
- un bar-tabac, le Bignolas, au centre du village (fermé en 2019).

### Santé
La commune de Bignoux bénéficie de la présence d'une maison de santé pluriprofessionnelle comprenant : des médecins généralistes, des infirmiers, un aromathérapeute, un kinésithérapeute, un ostéopathe, un pédicure podologue.

### Activité et emplois
Le taux d'activité était de 75,9 % en 2006 et 75,1 % en 1999.
Le taux de chômage en 2006 était de 5,5 % et en 1999, il était de 5,7 %
Les retraités et les pré-retraités représentaient 15,3 % de la population en 2006 et 9,9 % en 1999.

## Culture locale, patrimoine et loisirs

### Lieux et monuments

#### Patrimoine civil
- le château des Martins,
- le château de Lirec,
- la maison noble de Champôt,
- le manoir de la Grande Foye, (XIIIe siècle)
- le logis de Château-Fromage (XIe siècle),

Des lieux divers chargés d’histoire, tels que
- les Prés (la mémoire de la Résistance),
- la mare de Jinchou,
- le monument aux morts des guerres du XXe siècle, qui se situe derrière le cimetière de la commune.

#### Patrimoine religieux
- l'église Saint-Hilaire (1890). Elle est inscrite à l'Inventaire général du patrimoine culturel[34].
- le Pas de Saint-Martin (chargé de religieux).

### Patrimoine naturel
Trois zones naturelles d'intérêt écologique, faunistique et floristique (ZNIEFF) couvrent 61 % de la surface communale. Il s'agit :
- du bois de Lirec,
- du massif de Moulière,
- de la forêt de Moulière : d'une superficie de 5 000 ha, elle est située au nord-est de Poitiers et couvre neuf communes : Bignoux, Bonneuil-Matours, La Chapelle-Moulière, Dissay, Liniers, Montamisé, Saint-Cyr, Saint-Georges-lès-Baillargeaux et Vouneuil-sur-Vienne.

Deux sites ont aussi été classés par Directive oiseaux qui assure la protection des oiseaux sauvages et de leurs biotopes sur 30 % du territoire. Il s'agit de la réserve naturelle nationale du Pinail et de la forêt de Moulière.
Une zone importante pour la conservation des oiseaux (ZICO) couvre 25 % de la surface du territoire communal. Elle est composée de la réserve naturelle nationale du Pinail, de la forêt de Moulière et des bois du Défends.
Le bois de Mortier est protégé au titre des espaces naturels sensibles (ENS) et couvre 8 % de la surface communale.

#### Le bois de Lirec
Le bois de Lirec est situé à une dizaine de kilomètres seulement à l’est de l’agglomération poitevine. Il est à cheval sur le territoire de deux communes : Bignoux et Sèvres-Anxaumont. Il fait partie d’un chapelet de boisements satellites privés ceinturant le grand complexe forestier de la forêt domaniale de Moulière. Le bois est une chênaie qui est traitée en futaie. Il inclut des secteurs mixtes feuillus/résineux et quelques coupes de régénération. Le bois est entièrement clôturé par un grillage de 2 m de hauteur.
La structure et l’âge des peuplements forestiers ainsi que la proximité du grand massif de Moulière expliquent la présence d’un nombre important d’espèces d’oiseaux sylvicoles. La nidification de l’Autour des palombes, espèce rare en France et dont la population totale n’excède pas 3 000 couples, est un des arguments qui peut justifier la protection de ce bois. Ce rapace sédentaire affectionne les grands massifs boisés où il est à l’abri des dérangements. Il a longtemps été persécuté par l’homme en raison de sa prédilection pour les oiseaux de basse-cour et, plus particulièrement, les pigeons domestiques, dont la capture était plus aisée que ses proies sauvages (geais, pigeons, tourterelles, corneilles). Le bois de Lirec avec sa clôture et ses grands chênes, offre à l’Autour mâle un site où il pourra, dès le mois de janvier, construire ou réparer une ou plusieurs aires volumineuses situées en grande hauteur, en général le long d’un tronc de chêne mature. Ces aires doivent attirer une femelle avec laquelle il s’accouplera en mars. La ponte est déposée dans le courant du mois d’avril et les deux à trois jeunes écloront en mai après 38 jours d’incubation. Ils séjourneront au nid durant sept semaines environ mais, même après leur envol, ils resteront encore trois semaines au moins autour de l’aire où ils continueront à être nourris par la femelle. Le bois de Lirec abrite un ou plusieurs des 50-100 couples nicheurs recensés dans le département de la Vienne (sur une population totale en région Poitou-Charentes estimée à 180-280 couples). C’est une espèce très sensible aux dérangements. L’Autour des palombes a besoin d’une tranquillité maximale lors de tout son cycle de nidification, ce qui conduit à proscrire les travaux forestiers perturbants entre le 15 mars et le 15 juillet. La conservation d’un habitat intact - la futaie caducifoliée âgée - et non artificialisé (limitation des introductions de résineux) est également un facteur essentiel pour le maintien de l’espèce.
Le bois de Lirec abritent d’autres espèces avicoles et sylvicoles peu communes, voire franchement rares telles que le Grosbec casse-noyaux, un passereau au régime alimentaire original constitué par les akènes, graines et baies de divers arbres et arbustes ; ou le Pouillot siffleur, un passereau insectivore inféodé aux forêts âgées à canopée élevée ; ou le Bouvreuil pivoine, espèce plutôt nordique et "montagnarde", très disséminée en région Poitou-Charentes ; ou l’Engoulevent d’Europe, un rapace qui fait l’objet d’une protection sur tout le territoire français.

### Loisirs
L'association de paint-ball XNPC 86, au sein de Château-Fromage.